# Birgit E. Orths
Birgit E. Orths (* 1965 in Kempen) ist eine deutsche Diplom-Finanzwirtin. Sie ist seit Anfang der 2000er Jahre als Steuerfahnderin für die Aufklärung von Steuerkriminalität in Nordrhein-Westfalen tätig. Im Januar 2023 veröffentlichte sie ihr Sachbuch Als Steuerfahnderin auf der Spur des Geldes, in dem sie über ihre jahrelangen Erfahrungen und Erfolge in der Bekämpfung von Wirtschaftskriminalität berichtete.

## Leben und Wirken
Orths war seit Anfang der 2000er Jahre bei der Steuerfahndung des Finanzministeriums NRW in Düsseldorf tätig. Dort ermittelte sie bei Straftaten wie Steuerhinterziehung, Geldwäsche und organisierter Kriminalität. 2015 wechselte sie von ihrer bisherigen Steuerbehörde in eine Sonderermittlungskommission beim Landeskriminalamt Nordrhein-Westfalen als ständige Vertreterin der Sachgebietsleitung. Sie ist seit über 20 Jahren mit der Aufdeckung bedeutender Steuerverbrechen im Zusammenhang mit Clan-Kriminalität, Cum-Ex-Steuerdelikten und dem systematischen Betrug mit Soforthilfen im Zusammenhang mit der Corona-Pandemie beschäftigt.
Über ihre Tätigkeit und die Hintergründe der Straftaten veröffentlichte sie im Januar 2023 das Sachbuch Als Steuerfahnderin auf der Spur des Geldes. Darin beschreibt sie Fälle von europaweit bandenmäßig begangenem Umsatzsteuer-Betrug in Milliardenhöhe. Als mit der Materie eng Vertraute berichtete sie über die oft jahrelangen Bemühungen der Strafverfolgung, gegen Organisierte Kriminalität vorzugehen. In Zusammenarbeit mit ihrer Vorgesetzten, der zuständigen Staatsanwältin und mithilfe des Bundeskriminalamts konnte  auch ein bedeutender Wirtschaftsverbrecher überführt werden.
In diesem konkreten Fall berichtete sie von einer fast sieben Jahre langen Verfolgungsaktion zwischen 2009 und 2016, die sie geleitet hatte. Zur Anklage gegen die Hintermänner einer Kette von Scheinfirmen, die angeblich Handys vertrieben, musste Orths für das Gerichtsverfahren stichhaltige Beweise sammeln. Dazu hatte sie umfangreiche Protokolle und Geschäftsunterlagen ausgewertet sowie an 50 Orten gleichzeitig Durchsuchungen veranlasst. Schließlich konnte sie mit der involvierten Staatsanwältin eine Kronzeugenregelung für den Prozess vor Gericht vereinbaren.
Neben den Schilderungen der strafrechtlichen Ermittlungen bietet das Buch zahlreiche Einblicke in Orths persönlichen Einsatz und Arbeitsmethoden. So schilderte sie, wie sie dabei zur Kriminalistin wurde, indem sie Techniken und Taktiken aus der Arbeit der Polizei anwandte. Weiterhin beschrieb sie, wie sie sich in schwierigen Momenten gegenüber Kollegen, Vorgesetzten und bei Behinderungen durch Bürokratie verhalten hatte.
Orths wies darauf hin, dass derartige Betrugsfälle in Milliardenhöhe öffentlich nicht entsprechend bekannt sind. Dies liege zum einen daran, dass die Steuerfahndung nicht wie andere Kriminalbehörden über eine Pressestelle verfügt und zum anderen daran, dass viele Einzelheiten durch das Steuergeheimnis geschützt werden. Als Voraussetzung für eine verstärkte Bekämpfung von organisierter Wirtschaftskriminalität nannte sie eine effizientere Zusammenarbeit zwischen den Finanzbehörden, der Polizei und Justiz über Ländergrenzen hinweg, bedeutend mehr Personal und bessere Ausstattung sowie höhere Priorität in der Politik.

## Rezeption
Orths Buch und ihre Arbeit als Steuerfahnderin wurden in zahlreichen Tageszeitungen und anderen öffentlichen Medien positiv besprochen, darunter die Frankfurter Allgemeine Zeitung, der Spiegel, Handelsblatt, Manager Magazin, WDR und SWR.
SWR Kultur fand Orths Bericht „außerordentlich spannend“ und schrieb: „Das Buch funktioniert für das breite Laien-Publikum so gut, weil Birgit Orths drei starke Erzählfäden eingezogen hat.“ In ihrem spannenden Thriller „verpackt sie das Wissen geschickt in inneren und äußeren Dialogen.“ Indem sie dabei manchmal auch Unwissen vorschütze, könne man als Leser nachvollziehen, „wie sie sich schlau macht.“
Das Handelsblatt kommentierte den „seltenen Einblick in die Arbeit einer Behörde, die verschwiegen ist wie kaum eine andere. Dabei sind die Fahnder unverzichtbar im Kampf gegen Steuerhinterzieher, deren Methoden immer raffinierter werden.“ Die Frankfurter Allgemeine Zeitung hob „insbesondere die überbordende Bürokratie in den Behörden, die sich mehrfach in ihrer Arbeit als Hindernis erweist“ hervor und attestierte der Autorin „Authentizität“ durch ihre persönlichen kritischen Äußerungen.
Ein Kommentar zum Interview mit Orths in der Reihe WDR 5 Tischgespräch fasste ihre Erfahrungen wie folgt zusammen:

„Die Täter sind intelligent und den Finanzbehörden meistens mehrere Schritte voraus – so erlebt es die Steuerfahnderin Birgit E. Orths in ihrer Berufspraxis. Sie ist sicher: Bessere Arbeitsbedingungen und mehr Personal bei der Steuerfahndung würden sich für den Staat sofort rechnen. Denn der Schaden durch Steuerbetrug geht in die Milliarden. Doch Ermittlungen dauern oft Jahre und können oft auch gefährlich werden. So wurde auf ihr Auto ein Brandanschlag versucht, und sie musste aus Sicherheitsgründen umziehen.“

## Veröffentlichungen
- Als Steuerfahnderin auf der Spur des Geldes. Wie Kriminelle und Fehler im System uns Milliarden kosten. Econ, Berlin 2023, ISBN 978-3-430-21092-8.